# Xiaozhoushan (sockenhuvudort i Kina, Zhejiang Sheng, lat 28,21, long 120,38)
Xiaozhoushan (kinesiska: 小舟山, 小舟山乡) är en sockenhuvudort i Kina. Den ligger i provinsen Zhejiang, i den östra delen av landet, omkring 230 kilometer söder om provinshuvudstaden Hangzhou. Antalet invånare är 1 362. Befolkningen består av 627 kvinnor och 735 män. Barn under 15 år utgör 4,0 %, vuxna 15-64 år 60 %, och äldre över 65 år 34 %.
Runt Xiaozhoushan är det mycket tätbefolkat, med 2 915 invånare per kvadratkilometer. Närmaste större samhälle är Wenxi, 5,2 km söder om Xiaozhoushan. I omgivningarna runt Xiaozhoushan växer i huvudsak blandskog.
Genomsnittlig årsnederbörd är 2 331 millimeter. Den regnigaste månaden är juni, med i genomsnitt 383 mm nederbörd, och den torraste är januari, med 67 mm nederbörd.